# Ugimeigenia elzneri
Ugimeigenia elzneri är en tvåvingeart som beskrevs av Townsend 1916. Ugimeigenia elzneri ingår i släktet Ugimeigenia och familjen parasitflugor. Inga underarter finns listade i Catalogue of Life.